# باب سیمون
باب سیمون (انگلیسی: Bob Simon; ۲۹ مهٔ ۱۹۴۱ – ۱۱ فوریهٔ ۲۰۱۵) روزنامه‌نگار اهل ایالات متحده آمریکا بود. وی بین سال‌های ۱۹۶۹ تا ۲۰۱۵ میلادی فعالیت می‌کرد.
وی همچنین برندهٔ جوایزی همچون جایزه پیبادی، برنامه فولبرایت، و جایزه امی شده‌است.